# سدییو دل کندادو
سدییو دل کندادو (به اسپانیایی: Cedillo del Condado) یک شهرستان در اسپانیا است که در استان تولدو واقع شده‌است.

## خصوصیات
سدییو دل کندادو ۲۶ کیلومترمربع مساحت و ۲٬۲۰۷ نفر جمعیت دارد و ۶۴۶ متر بالاتر از سطح دریا واقع شده‌است.